# Eric Donald Hirsch
Eric Donald Hirsch Jr. (né le 22 mars 1928 à Memphis, Tennessee), généralement nommé E. D. Hirsch, est un éducateur et critique littéraire américain.
Il est professeur émérite en sciences de l'éducation et sciences humaines à l'Université de Virginie.
Dans les années 1960, sa Validité de l'interpretation est un contribution importante à la critique littéraire contemporaine et l'a établi comme "le fondateur de l'intentionalisme (en),.

## Ouvrages
- Wordsworth and Schelling (1960)
- Innocence and Experience: An Introduction to Blake (1964)
- Validity in Interpretation (Yale University Press, 1967)
- The Aims of Interpretation (1976)
- The Philosophy of Composition (1977)
- Cultural Literacy: What Every American Needs to Know (1987)
- The Dictionary of Cultural Literacy (1988)
- The Schools We Need: And Why We Don't Have Them (1996)
- The Validity of Allegory in Convegno internazionale sul tema ermeneutica e critica: Roma 7-8 ottobre 1996. Roma: Accademia nazionale dei Lincei, 1998.
- The New Dictionary of Cultural Literacy: What Every American Needs to Know by E. D. Hirsch, Joseph F. Kett and James Trefil (2002)
- The Knowledge Deficit: Closing the Shocking Education Gap for American Children (2006)
- The Making of Americans: Democracy and Our Schools (2010)
- A collection of articles and speeches by  E. D. Hirsch